# Carlo Ubbiali
Carlo Ubbiali, né le 22 septembre 1929 à Bergame et mort le 2 juin 2020 dans la même ville,, est un pilote moto italien des années 1950, ayant été neuf fois champion du monde (à égalité avec Mike Hailwood et Valentino Rossi).

## Biographie

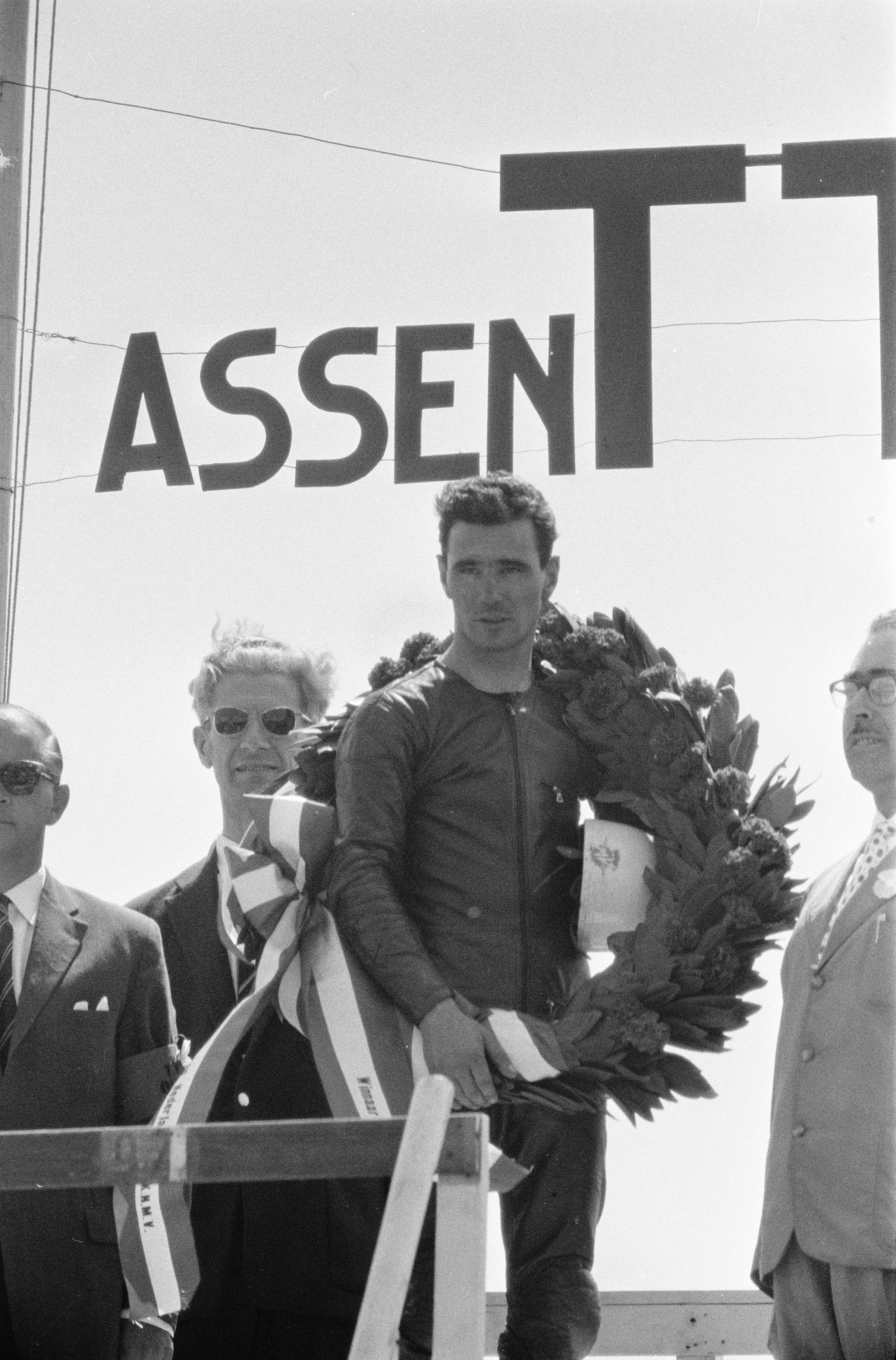
Carlo Ubbiali en 1960.

Carlo Ubbiali courait notamment sur FB Mondial puis sur MV Agusta, précédant un autre grand champion de la marque, Giacomo Agostini.
Il se bat contre Mike Hailwood sur NSU pour garder sa 3e place en 250 cm3 pour le Grand Prix motorcycle racing season 1958.
Il a gagné trois fois le titre de champion du monde en 250 cm3, et six fois celui de la catégorie 125 cm3. Il est le troisième pilote le plus titré de l'histoire, derrière le roi Giacomo Agostini et Ángel Nieto.
Il a réalisé 35 meilleurs tours en course au cours de sa carrière en Championnats du monde.

## Résultats en championnats

### Classe 125
| Année | Cat.    | Moto       | 1       | 2     | 3     | 4     | 5       | 6       | 7     | 8       | 9       | Classement | Points |
| ----- | ------- | ---------- | ------- | ----- | ----- | ----- | ------- | ------- | ----- | ------- | ------- | ---------- | ------ |
| 1949  | 125 cm3 | MV Agusta  | IOM C   | CHE 4 | NED 3 | BEL C | GBR C   | ITA Ab. |       |         |         | 4e         | 13,    |
| 1950  | 125 cm3 | FB Mondial | IOM C   | BEL C | NED   | CHE C | GBR 1   | ITA 2   |       |         |         | 2e         | 14,    |
| 1951  | 125 cm3 | FB Mondial | CSPA 2  | CHE C | IOM 2 | BEL C | NED Ab. | FRA C   | GBR C | ITA 1   |         | 1re        | 20,    |
| 1952  | 125 cm3 | FB Mondial | CHE C   | IOM 2 | NED 2 | BEL C | GER 2   | GBR Ab. | ITA 2 | SPA Ab. |         | 2e         | 24,    |
| 1953  | 125 cm3 | MV Agusta  | IOM Rit | NED 2 | BEL C | GER 1 | FRA C   | GBR     | CHE C | ITA 3   | SPA 7   | 3e         | 18,    |
| 1954  | 125 cm3 | MV Agusta  | FRA C   | IOM 2 | GBR   | BEL C | NED 3   | GER 3   | CHE C | ITA 3   | SPA Rit | 2e         | 18,    |
| 1955  | 125 cm3 | MV Agusta  | SPA 3   | FRA 1 | IOM 1 | GER 1 | BEL C   | NED 1   | GBR C | ITA 1   |         | 1re        | 32,    |
| 1956  | 125 cm3 | MV Agusta  | IOM 1   | NED 1 | BEL 1 | GER 2 | GBR 1   | ITA 1   |       |         |         | 1re        | 32,    |
| 1957  | 125 cm3 | MV Agusta  | GER 1   | IOM 2 | NED   | BEL   | GBR     | ITA 1   |       |         |         | 2e         | 22,    |
| 1958  | 125 cm3 | MV Agusta  | IOM 1   | NED 1 | BEL 5 | GER 1 | IOM 2   | SWE 3   | GBR 1 | ITA Ab. |         | 1re        | 32,    |
| 1959  | 125 cm3 | MV Agusta  | FRA C   | IOM 5 | GER 1 | NED 1 | BEL 1   | SWE 2   | GBR   | ITA 2   |         | 1re        | 30,    |
| 1960  | 125 cm3 | MV Agusta  | FRA C   | IOM 1 | NED 1 | BEL 3 | GER C   | GBR 1   | ITA 1 |         |         | 1re        | 24,    |